# Porsche Tennis Grand Prix 1994
Il Porsche Tennis Grand Prix 1994 è stato un torneo femminile di tennis giocato sul cemento indoor. È stata la 17ª edizione del Porsche Tennis Grand Prix, che fa parte della categoria Tier II nell'ambito del WTA Tour 1994.
Si è giocato nel Filderstadt Tennis Club di Filderstadt in Germania, dal 10 al 16 ottobre 1994.

## Campionesse

### Singolare
Anke Huber ha battuto in finale  Mary Pierce con il punteggio di 6–4, 6–2

### Doppio
Gigi Fernández /  Nataša Zvereva hanno battuto in finale  Manon Bollegraf /  Larisa Neiland con il punteggio di 7–6(5), 6–4